# John Hayls
John Hayls (né en 1600 - mort en 1679) est un peintre anglais du XVIIe siècle de style baroque. Très peu d'éléments biographiques le concernant ont pu être conservés.
Le peintre apparaît sous le nom de "Hales" dans le journal de Samuel Pepys, dont il a par ailleurs réalisé le portrait.
Extrait du journal de Pepys, 17 mars 1666 :
« À midi, déjeuner à la maison, et actuellement de sortie avec ma femme chez Hales, où je suis toujours infiniment satisfait du portrait de ma femme. Je le lui ai payé 14 livres, et 25 shillings pour le cadre, et cela ne me semble en rien excessif pour une si bonne toile. Il n'est pas encore tout à fait fini et sec pour pouvoir être ramené tout de suite à la maison. Aujourd'hui je commence à poser, et il fera pour moi-même, je pense, une excellente toile. Il promet que ce sera aussi bon que pour ma femme, et je pose de manière à accentuer les ombres, en me brisant presque le cou pour regarder par-dessus mon épaule afin de prendre la posture qu'il souhaite. »